# 希皮奧內·博爾蓋塞
希皮奥内·博尔盖塞（義大利語：Scipione Borghese；1577年9月1日—1633年10月2日）是意大利博尔盖塞家族的一位樞機，此外也是艺术收藏家、卡拉瓦乔和贝尔尼尼的赞助人。他收藏的作品现展出于罗马的博尔盖塞美术馆。